# Gunzgen
Gunzgen (toponimo tedesco) è un comune svizzero di 1 655 abitanti del Canton Soletta, nel distretto di Olten.